# 新疆保卫和平民主同盟
新疆保卫和平民主同盟（拉丁维文：Xinjangda Tiqlikni We Helikqilikni himaye kilix Ittpak），简称新盟，是新疆三区革命后期，在新疆省联合政府破裂之后，“三区”方面于1948年成立的政治组织，并代行政权职能。

## 成立
1947年，在张治中离开新疆省之后，麦斯武德接任新疆省联合政府主席，“三区革命”领导人和中国国民党方面的关系恶化，因为麦斯武德被视为反对苏联者。鉴于第二次国共内战全面爆发，中国国民党方面劝说哈萨克族领导人乌斯满·巴图尔叛离了“三区革命”方面。
1947年8月12日，来自“三区”（伊犁、塔城、阿山）方面的新疆省联合政府副主席阿合买提江·哈斯木离开新疆省首府迪化（今乌鲁木齐市）回“三区”方面的首府伊宁。很快，“三区”方面的其他代表及部分“七区”的新疆省参议员也先后返回伊宁，新疆省联合政府完全破裂。“三区”与中国国民党统治的“七区”重新形成武装对峙。当时，受中国国民党支持的乌斯满、哈力伯克、乔嘉甫等等势力对“三区”发动武装叛乱；三区革命初期的民族分裂及仇视汉族的思想在一定范围内仍然存在；三区革命临时政府机关的官僚主义也出现蔓延，影响政府机关的声誉及效率。为了解决上述三方面问题，1947年“三区”在大规模平叛，恢复“三区”统一的同时，又广泛整顿各级干部及群众的思想，加强民族团结，取得一定效果。在此基础上，重建统一的组织机构以领导“三区”工作成为需要。
1948年8月1日，新疆保卫和平民主同盟（以下简称“新盟”）成立大会在伊宁召开，“三区”领导人阿合买提江·哈斯木、伊斯哈克伯克·穆努诺夫等30多人，以及“三区”各阶层代表人物、七区民主联盟代表、各界知名人士参加大会。新盟中央委员会由35名中央委员、5名候补中央委员（其中1名是汉族）组成，阿合买提江·哈斯木任中央委员会主席，同时成立了新盟中央组织委员会，主持日常工作，阿合买提江·哈斯木任中央组织委员会主席。新盟是由民主革命党及其他左翼组织联合成立。
成立大会发表了《告全省人民书》，号召为将新疆省建成“和平、友爱、正义、真理、自由的社会”而奋斗。《告全省人民书》称：“凡能维护农民、手工业者、牧民、知识分子、士兵、军官、宗教人士的利益，为人民利益和真正权利而奋斗的人，不分性别、民族、宗教信仰、社会地位，均可加入新盟”， “热爱祖国，为使祖国从黑暗、贫穷落后、流血中解放出来而努力奋斗的，均可加入新盟”，“追求朋友般的团结、友谊和全体民族平等的人，均可加入新盟”。
1948年8月，新盟中央组织委员会组建出了新盟中央工作机构，并且在伊犁、塔城、阿山三个专区及其所属各区、县先后建立各级组织委员会。新盟中央还增设了青年组织委员会以及妇女组织部。由此大致完成了新盟的组织构建工作。
新盟的成立对后期的三区革命意义重大：（1）三区当时未设立统辖各个专区的政权机构，所以由新盟代行三区最高权力机构的职能；（2）使三区形成广泛的统一战线；（3）使三区革命的政治目标获得明确，最终使三区革命汇入中国共产党领导的全中国革命中。

## 发展
新盟从自己的名称上就批判并抛弃了泛伊斯兰主义、泛突厥主义，采用“新疆”这一称谓，摒弃了“东突厥斯坦”的称号，以维护国家统一和民族团结。新盟主席阿合买提江·哈斯木说：“虽然按言论自由精神，我省的地理名称可以随意称呼，但在政治上、程序上必须称之为新疆，这在新盟组建会议上已作了专门规定，我们采用了‘新疆保卫和平民主同盟’。”
新盟还创办了中央机关报刊《前进报》、《同盟》、《民主报》，新盟各专区组织委员会也各自出版了机关报刊。这些报刊以维吾尔文、哈萨克文、汉文出版，揭露国民党反动派破坏和平，翻译刊载马克思主义经典作家有关民族问题的论述，宣传中国共产党的主张及全中国解放战争的形势。
1949年6月13日，《民主报》发表《中国人民解放战争与民族问题》一文，引用了毛泽东《新民主主义论》中的中国革命是世界革命的一部分，还有民族政策的阐述后，指出：“中国人民解放战争的胜利，新民主主义在全国的实现，中国内部的民族问题也就得到了正确的解决”。“新疆各民族的解放，只有在中国人民解放战争的胜利中求得。”“因此，新疆各族人民不要以为距离前线甚远，而认为自己身处在中国人民解放战争之外，应该积极站在自己岗位上，努力于民族解放事业。削弱国民党的反动势力，加强革命力量，以使中国人民解放战争的胜利早日到来，各民族的解放早日到来。”6月14日，新盟中央机关报《前进报》（维吾尔文）刊登文章，介绍中国人民解放军渡江战役后所取得的胜利，指出全中国解放之日已到。新盟中央机关刊物《同盟》发表社论称：“在当前形势下，我们盟员要很好地理解我们民族解放运动和汉族人民解放运动之间的关系，要广泛地向人民进行宣传，这是我们盟员当前最重要的任务之一。”新盟报刊刊登了毛泽东《论联合政府》、《论人民民主专政》、《中国人民解放军宣言》、《新民主主义论》等文章，以及刘少奇的《国际主义与民族主义》等文章。
1949年5月11日，在新盟中央委员会举行的第一次新盟积极分子代表会议上，阿不都克里木·阿巴索夫作了题为《目前的政治形势和我们的任务》的报告，介绍了“三区”民族解放运动的成绩，指出了过去的很多错误，并谈到三区革命与中国人民解放战争的关系，号召全新疆人民积极配合全国解放战争，“为争取新疆早日解放而奋斗”。1949年8月，新盟中央委员会主席阿合买提江·哈斯木等人应中共中央邀请，赴北平（今北京）参加中国人民政治协商会议第一届全体会议途中，在苏联发生扎巴依喀勒山空难而遇难。新盟随即改派赛福鼎·艾则孜（新盟中央委员会代理主席）等3人作为第二批代表到北平与会。9月27日，新盟中央组织委员会代理主席艾斯海提·伊斯哈科夫致电新疆省临时人民政府主席包尔汉，祝贺新疆和平解放；9月28日，又致电中共中央主席毛泽东，祝贺中国人民解放军在全中国的胜利，并表示愿意在中国共产党的领导下为建立新生活而努力。
1949年11月12日，“新疆保卫和平民主同盟”中央发布了三区革命5周年庆祝口号，共5条。其中第二条是：“坚决打击散布民族分裂主义和民族主义种子的坏分子！”第四条是：“坚决反对牺牲人民利益，为帝国主义、殖民主义效劳的泛突厥主义。”

## 改组与结束
1950年3月，新盟第一届代表大会在迪化举行，会议决定将新盟改组为新疆人民民主同盟，由新疆省人民政府副主席、新疆军区副司令员赛福鼎·艾则孜任主席，成为中国共产党领导下团结新疆各族人民的统一战线组织。
1954年8月，新疆人民民主同盟完成历史使命，宣告解散。